# Robincola
Robincola is een monotypisch geslacht van schimmels uit de klasse Leotiomycetes. De typesoort is Robincola gregaria. De familie is nog niet eenduidig bepaald (incertae sedis).